# Pico Humboldt
Der Pico Humboldt ist ein Berg in der Bergkette der Sierra Nevada de Mérida, die den zentralen Teil der Cordillera de Mérida bildet, einem nördlichen Ausläufer der Anden. Mit 4942 m ist der Pico Humboldt der zweithöchste Berg Venezuelas, höher ist nur der ebenfalls in der Sierra Nevada de Mérida gelegene, knapp 40 m höhere Pico Bolivar. Der Gipfel wurde 1911 von seinem Erstbesteiger, dem venezolanischen Geografen, Botaniker und Ingenieur Alfredo Jahn, nach dem deutschen Naturforscher Alexander von Humboldt benannt. Humboldt erwähnte die Sierra de Mérida mehrfach und gab ihre Höhe mit 4592 m an, war auf seinen Reisen durch Venezuela jedoch nie in dem Gebirge.
Der Pico Humboldt bildet zusammen mit dem benachbarten, nach von Humboldts Reisegefährten Aimé Bonpland benannten Pico Bonpland das Pico Humboldt/Pico Bonpland-Massiv, auch unter dem Namen La Corona oder Corona-Gruppe bekannt. Der Pico Bonpland ist mit 4890 m der dritthöchste Berg Venezuelas. Er wurde erstmals 1940 von dem österreichischen Erdöl-Geologen und Alpinisten A. E. Gunther bestiegen.
Die Nordwestflanke des Pico Humboldt beherbergte bis in die zweite Hälfte der 2010er-Jahre den letzten Gletscher Venezuelas, den Humboldt-Gletscher mit einer Fläche von noch 0,1 km². Ende 2023 war der Gletscher bis auf eine kleine Eisfläche von weniger als 0,02 km² abgeschmolzen, auf dem Gebiet des heutigen Venezuelas gibt es – möglicherweise zum ersten Mal seit dem späten Pleistozän – keine Gletscher mehr.
Die Umgebung des Pico Humboldt ist charakterisiert durch alpine Tundravegetation des Páramo mit starken Temperaturschwankungen. In der Regenzeit von April bis November fallen etwa 85 % des jährlichen Niederschlags von insgesamt etwa 1000 mm, den Luftströmungen vor allem vom Amazonasbecken und Atlantischen Ozean herantransportieren.
Nach einer Legende der indigenen Timoto–Cuica entstand der Pico Humboldt, als die Bogenschützin Caribay fünf blendend weiße Kondore auf fünf Hügeln erlegt hatte. Als sie den Vögeln weiße Federn ausrupfen wollte, waren diese mitsamt den Hügeln zu fünf eisbedeckten Gipfeln der Sierra Nevada de Mérida, des „schneebedeckten Gebirges“, geworden. Mit dem Humboldt-Gletscher ist der letzte der fünf weißen Kondore verschwunden.

## Gletscher

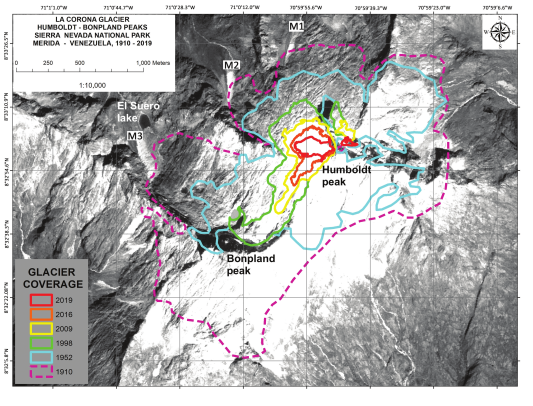
Gletscherrückgang in der Sierra Nevada del Mérida, 1910–2019

Der Humboldt-Gletscher war ein kleiner Kargletscher auf einer Richtung Nordwesten orientierten Flanke am Pico Humboldt. Er war der letzte Gletscher Venezuelas und stellte einen Rest des früheren ausgedehnten Laguna Verde-Gletschers dar, der bis zum nordwestlich unterhalb des Pico Humboldt gelegenen See Laguna Verde reichte. Andere vergletscherte Flächen an der Corona, wie den Eastern Coromoto-Gletscher oder den Sievers-Gletscher, gab es in den 2010er-Jahren nicht mehr. Die Gletscherfläche des Humboldt-Gletschers wurde 2018 noch auf 0,1 km² geschätzt. Wissenschaftler, die im Dezember 2023 an einer Expedition zum Humboldt-Gletscher teilnahmen, berichteten von einer Restfläche von weniger als zwei Hektar, ein Nährgebiet habe die Eisfläche nicht mehr, sie sei nicht mehr als Gletscher zu klassifizieren.
Seit der Mérida-Vergletscherung – einer Reihe von Gletschervorstößen im späten Pleistozän – gab es möglicherweise kontinuierlich Gletscher in der Cordillera Mérida. In ihrer zweiten Phase, nach dem Maximum des letzten Glazial, war in der Cordillera Mérida schätzungsweise eine Fläche von 600 km² von Gletschern bedeckt. Die Schneegrenze lag bei 3000 m bis 3500 m. Nach einem Gletscherrückgang sank die Schneegrenze im Kaltrückfall der jüngeren Dryaszeit noch einmal auf ca. 4000 m. Vor etwa 8000 Jahren kam es zu einem Gletscherrückgang. Unter trockeneren und wärmeren Bedingungen hatten sich vermutlich nur noch auf den höchsten Gipfeln Gletscher gehalten. In der Kleinen Eiszeit sank die Gleichgewichtslinie der Gletscher der Sierra Nevada de Mérida wieder um einige hundert Meter. Die erste schriftliche Erwähnung mehrjährigen Eises in Venezuela stammt vom Franziskaner Pedro Aguado aus dem Jahr 1560. Der italienische Geograf Agostino Codazzi bestätigte 1841 das Vorkommen von Gletschern.
Im 17. Jahrhundert waren auf dem Gebiet des heutigen Venezuelas noch ca. 200 km² vergletschert. Einhergehend mit dem Anstieg der Lufttemperatur kam es in Venezuela, wie auch in anderen Regionen der tropischen Anden, mindestens seit dem 19. Jahrhundert zu einem markanten Gletscherrückgang. Zu Beginn des letzten Jahrhunderts betrug die vergletscherte Fläche in Venezuela noch ca. 10 km². Im Jahr 1991 gab es in Venezuela noch fünf Gletscher, sie alle lagen in der Sierra Nevada de Mérida. Seit 2008 ist nur noch der Humboldt-Gletscher vorhanden. Vermutlich haben die häufigere Wolkenbedeckung an der Nordflanke, geringere Sonneneinstrahlung und die Akkumulation von über den Sattel zwischen Pico Humboldt und Pico Bonpland herangewehtem Schnee sein Abschmelzen verzögert. Der Gletscher hat kein Nährgebiet mehr (→ Akkumulation). Im Jahr 2017 hatte er eine Größe von weniger als 0,1 km², etwa 10 Fußballfeldern. Es wurde damit gerechnet, dass er in den nächsten Jahren verschwindet. Dies ist laut einem Expeditionsbericht bis Ende 2023 geschehen, Venezuela ist damit der erste Andenstaat ohne Gletscher.
Eine Expedition zum Humboldt-Gletscher und zu dem damals noch vorhandenen Gletscherrest am Pico Bolívar im Jahr 2012 lieferte Proben, in denen insgesamt 600 überwiegend unbekannte Bakterienstämme gefunden wurden. Darunter waren welche mit der Fähigkeit, Phosphor zu lösen. Sie könnten, so war damals die Hoffnung, der Entwicklung organischer Dünger für kühle Bergregionen dienen.